# D'Huison-Longueville
D'Huison-Longueville is een gemeente in het Franse departement Essonne (regio Île-de-France) en telt 1290 inwoners (2004). De plaats maakt deel uit van het arrondissement Étampes.

## Geografie
De oppervlakte van D'Huison-Longueville bedraagt 10,1 km², de bevolkingsdichtheid is 127,7 inwoners per km².
De onderstaande kaart toont de ligging van D'Huison-Longueville met de belangrijkste infrastructuur en aangrenzende gemeenten.

## Demografie
Onderstaande figuur toont het verloop van het inwonertal (bron: INSEE-tellingen).